# Dorfkirche Neukünkendorf

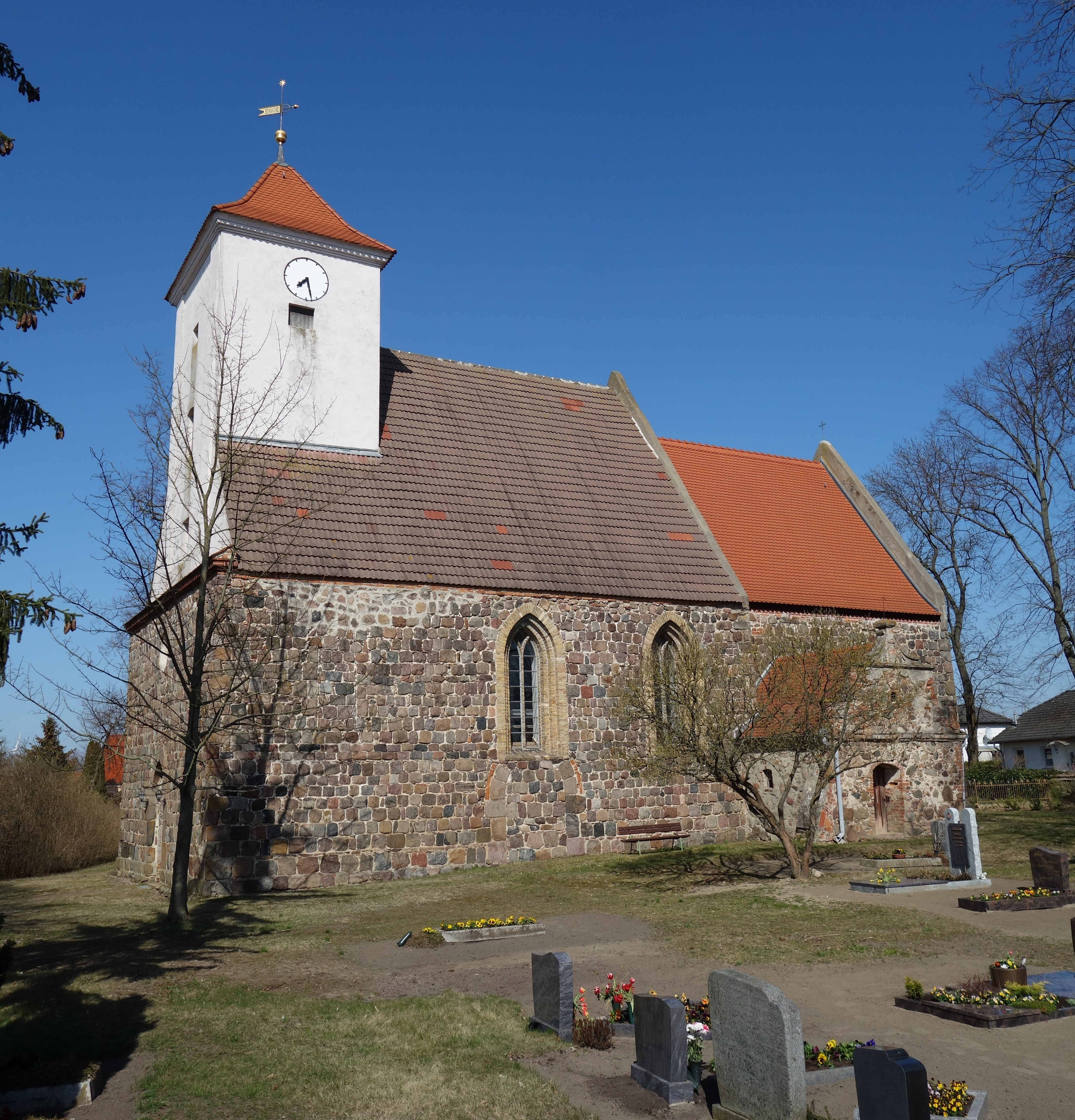
Dorfkirche in Neukünkendorf

Die evangelische Dorfkirche Neukünkendorf ist eine Saalkirche in Neukünkendorf, einem Ortsteil der Stadt Angermünde im brandenburgischen Landkreis Uckermark. Die Kirche gehört der Kirchengemeinde Crussow im Pfarrsprengel Angermünde des Kirchenkreises Uckermark der Evangelischen Kirche Berlin-Brandenburg-schlesische Oberlausitz an. Das Gebäude steht unter Denkmalschutz.

## Lage und Baugeschichte
Die Kirche steht im Ortskern von Neukünkendorf, mitten auf dem Friedhof, welcher quer auf dem kaum noch erkennbaren Anger platziert ist. Ursprünglich wurde Neukünkendorf als Mutterkirche bezeichnet und später als Tochterkirche von Dobberzin (1543, 1950), dann von Parstein (1970) und heute von Angermünde. Im Jahr 2002 fusionierte die Kirchengemeinde mit Crussow. Neukünkendorf war Teil der Sedes Angermünde im Bistum Brandenburg und später der Inspektion bzw. Superintendentur Angermünde. Es gab vier Pfarrhufen im Jahr 1543 und das Patronatsrecht gehörte Ende des 14. Jahrhunderts der Familie von Arnsdorff. Im Jahr 1467 kam es an die Familie von Buch zu Stolpe, 1577 an den Rat von Angermünde und seit 1875 wurde es nacheinander von den jeweiligen Rittergutsbesitzern Siemssen, Osterroth, Sack und Scholz ausgeübt, bis 1945.
Die Kirche wurde in der zweiten Hälfte des 13. Jahrhunderts als Feldsteinbau mit einem eingezogenen Rechteckchor errichtet. Da der Ort im Jahr 1459 als wüstes Kirchdorf bezeichnet wird, ist anzunehmen, dass auch die Kirche verfiel. Die Wiederbesiedlung begann im Jahr 1509 und in diesem Zusammenhang wird vermutet, dass die Kirche instand gesetzt wurde.
Anfang des 17. Jahrhunderts wurde das Innere der Kirche neu gestaltet und die Ausstattung bereichert. Die Kanzel, das Gestühl und die Lichtkronen wurden im Jahr 1608 verziert, das Innere wurde 1613 ausgemalt und 1614 wurde die Wand am Glockenturm mit „zierlichen Historien“ bemalt. Auf der Südseite des Chores wurde außerdem eine Sakristei mit einem Renaissancegiebel angebaut. Das Chordachwerk von 1671 weist auf Restaurierungsarbeiten nach dem Dreißigjährigen Krieg hin. Im Jahr 1715 wurde während einer Visitation berichtet, dass die Kirche noch im Bau sei. Möglicherweise wurde zu dieser Zeit die Dachkonstruktion des Schiffs errichtet und vielleicht auch der barocke Turm (Die Glocke stammt aus dem Jahr 1704; es ist jedoch auch möglich, dass es einen Zusammenhang mit der im Jahr 1760 gegossenen, nicht erhaltenen zweiten Glocke gibt).
In den Jahren 1867 bis 1868 erfolgte eine gotisierende Umgestaltung, bei der die großen Spitzbogenfenster des Schiffs und der barocke Altar entfernt und die Ausstattung in schlichten Formen erneuert wurde. Es könnte einen Zusammenhang mit der ebenfalls purifizierenden Renovierung der Angermünder Marienkirche in derselben Zeit geben. Das Innere der Kirche wurde 1911/12 neu ausgemalt, da es nun wohl als zu schlicht empfunden wurde. Dabei erhielt der Triumphbogen eine ornamentale Gestaltung. Im Jahr 1934 wurde das Kirchendach repariert und 1956 erfolgte eine erneute Renovierung des Inneren (u. a. Anstrich und Einbau einer Winterkirche unter der Orgelempore). Bei Instandsetzungsarbeiten Anfang der 1980er-Jahre wurde das Schiffsdach und die Deckenbalken aufgrund von Schwammbefall saniert und mit Kunststoffplatten abgehängt.
Im Jahr 1983 wurde der Turm der Kirche neu verputzt, wie durch die Jahreszahl auf der Wetterfahne belegt wird. Vier Jahre später, im Jahr 1987, fanden Reparaturarbeiten am Dach und am Turm statt. Aufgrund eines Schwammbefalls musste im Jahr 1991 die hölzerne Empore abgebaut werden, die im Folgejahr durch einen größeren massiven Neubau mit erneuerter Winterkirche ersetzt wurde. Zu den weiteren Sanierungsarbeiten gehörten die Neudeckung des Chordachs, die Reparatur von Deckenbalken und Dachwerk sowie die neue Verbretterung der Chordecke im Jahr 1997. Im Jahr 2001 wurden bei einer Sanierung Reparaturen am Mauerwerk und an geschädigten Holzteilen (Decken Turm, Dielung, Emporenbrüstung) durchgeführt. Außerdem wurde der Turm neu verputzt und der Turmhelm neu gedeckt. Des Weiteren wurden die Bleiglasfenster erneuert und eine neue Farbfassung des Kirchenraums angebracht.

## Baubeschreibung

### Außenhaut
Die Kirche hat eine Gesamtlänge von 25,3 Metern und eine Breite von 11,5 Metern und besteht aus einem Schiff, einem fast quadratischen Chor mit gleicher Traufhöhe und einer Renaissance-Sakristei auf der Südseite. Außerdem gibt es einen massiven, ca. 20 Meter hohen barocken Turm, der in den Westteil des Schiffs integriert wurde. Das Mauerwerk besteht aus quaderartigen Feldsteinen mit einem einfachen Sockel, der nur im Westen sichtbar ist. Die Laibungen der Öffnungen und die Gebäudeecken sind durch besonders sorgfältige Steinbearbeitung abgesetzt, wobei die Eckquader oft größer sind als die anschließenden Mauerschichten. Auf der Westseite gibt es ein gestuftes, aus großen Quadern in ausgesuchten Farben gefügtes relativ schmales Spitzbogenportal sowie ein darüber sitzendes kleines Rundfenster. Die Portale auf beiden Schiffsseiten wurden zugemauert, ihre Laibungen wurden von den neogotischen Fenstern überschnitten.
Die stumpfspitzbogige Priesterpforte ist vermauert, aber als Nische im Südanbau erhalten geblieben. Die bauzeitlichen, gedrückt spitzbogigen Chorfenster sind erhalten geblieben; je drei auf den Längsseiten (westliches im Süden vermauert) sowie östliche Dreifenstergruppe (deren Öffnungen später unten verkürzt, die Mittlere zugesetzt). Im Schiff gab es ursprünglich je drei Fenster, jetzt gibt es auf beiden Seiten zwei große Spitzbogenfenster mit gestuftem Gewände aus gelblichen Ziegeln. Die mittelalterlichen Fenster lagen mutmaßlich an Stelle der neuen. Das jeweils westliche Fenster ist vermauert und als Nische im Inneren erhalten geblieben. Ein deutlich größerer längsrechteckiger dunkelvioletter Stein auf der Nordseite der Westseite fällt besonders auf und hat vermutlich eine besondere Bedeutung.

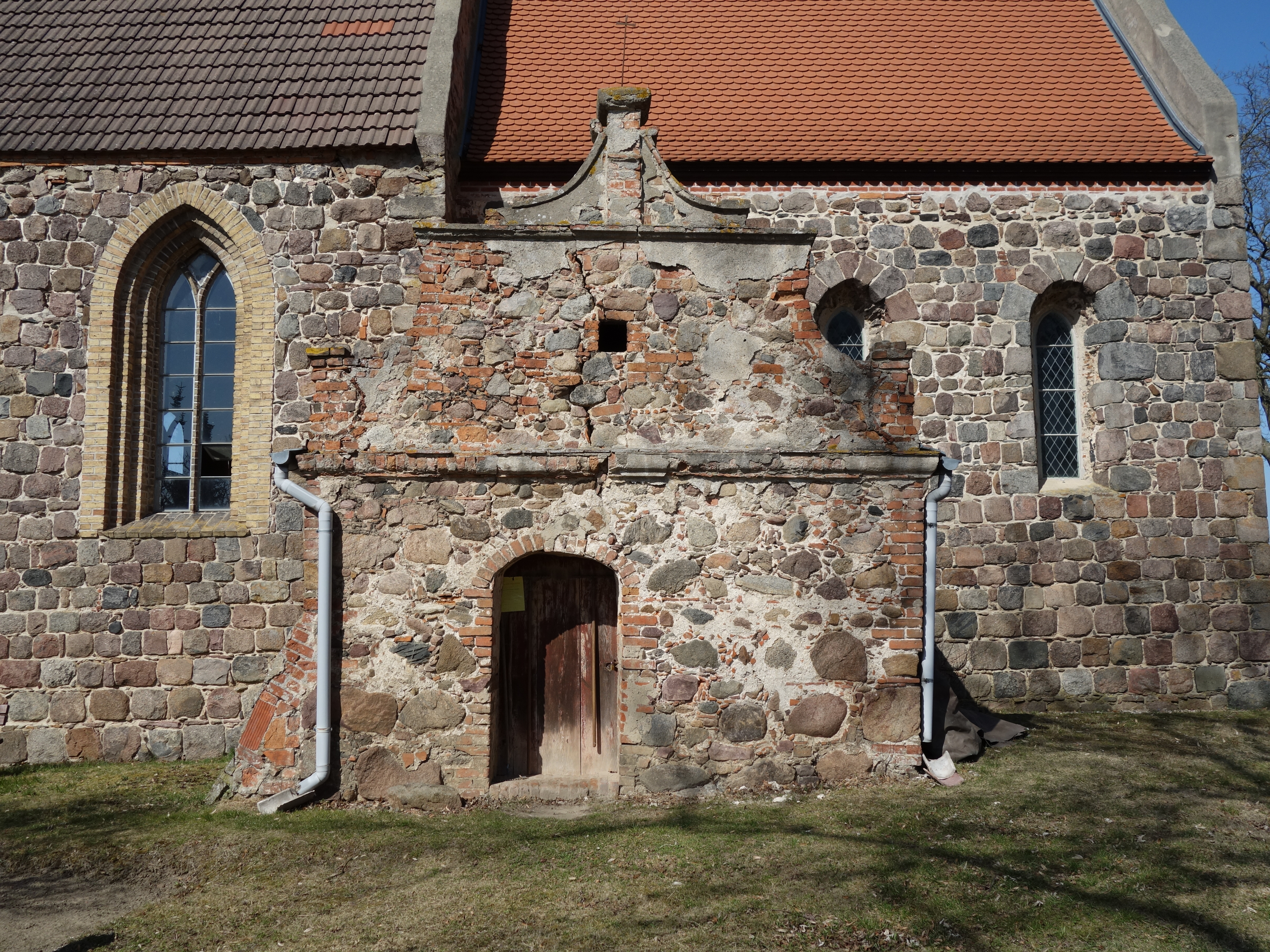
Südportal

Die Kirche verfügt über ursprüngliche Öffnungen mit Scheitelstein im Bogen, wobei die Portale zusätzlich durch eine Bogenbegleitschicht aus roten Backsteinen gekennzeichnet sind. Dies ist am deutlichsten beim Südportal zu erkennen, während nur geringe Reste beim Nord- und Westportal erhalten geblieben sind. Sowohl der Schiffs- als auch der Chorgiebel bestehen aus kleinteiligem Findlingsmauerwerk, das von Anfang an auf Verputz ausgelegt war. Im Chorgiebel sind Putzreste und eine Rundbogenblende zu erkennen, darüber befinden sich Schlitzfenster. Der östliche abgefaste Eckstein der Schiffstraufe wurde erhalten. Der verputzte, leicht querrechteckige westliche Dachturm ist aus Ziegelmauerwerk gefertigt und weist an der Westseite Ecklisenen und Flachbogenluken auf, während im Süden und Norden die Zifferblätter der Turmuhr zu finden sind. Der Dachturm wird durch ein geschweiftes Pyramidendach und eine Wetterfahne von 2002 abgeschlossen.

### Innenraum
Das Kircheninnere ist schlicht gehalten und weist einen spitzbogigen Triumphbogen auf. Den Chor überspannt eine Bretterdecke, während im Schiff anstelle einer Putzdecke eine Holzimitation angebracht ist. Der Westteil des Schiffs mit dem Turmunterbau ist durch eine 95 Zentimeter starke, massive Mauer vom Kirchenraum getrennt. Im Eingangsraum verdecken seitliche Bretterwände die massiven Untermauern des barocken Turms, in denen flachbogige Türöffnungen zu den seit langem ungenutzten Eckräumen führen. In diesen Eckräumen sind die vermauerten westlichen Schiffsfenster und alter Wandputz erhalten geblieben. Die Winterkirche unter der Westempore erhielt 1991 eine massive Decke sowie eine neue Durchfensterung und eine schlicht gefelderte, hölzerne Emporenbrüstung.
Der Raum wird ansonsten vom gotisierenden Umbau von 1866/67 bzw. der Erneuerung von 1911/12 geprägt. Aus dieser Zeit stammen die beiden westlichen Eingangstüren mit teilweise bunt verglasten Oberlichtern und Holzfüllungstüren sowie der Fußboden aus Tonplatten mit kleinen quadratischen Einlegern im Lauf- und Chorbereich. Links und rechts vom Altar befinden sich Patronats- und Predigergestühl mit neogotischen Brüstungen. Der Predigerstuhl verfügt über einen Gitteraufsatz. Auf der Empore gibt es sechs einfache barocke Bänke sowie zwei im Westen des Schiffs. Das Gemeindegestühl stammt wahrscheinlich aus dem Jahr 1912. Die beiden östlichen Chorfenster sind mit vegetabilen Ornamenten verziert, teils in Grisaille, teils farbig. Sie wurden 1911/12 von den Patronatsinhabern gestiftet und 2001 restauriert
Das Kehlbalkendach über dem Chor stammt aus dem Jahr 1671 und ist gut erhalten. Es verfügt über einen doppelt stehenden Stuhl, der durch Spannriegel, Kopfbänder, Riegel und Streben zwischen den Stuhlsäulen und Rähmen verstärkt wird. Die Sparren sind auf Gehrung versetzt. Der Dachstuhl über dem Schiff ist jünger und weist ungewöhnlich hoch sitzende Kehlbalken sowie Riegel und Streben zwischen den Stuhlsäulen auf. Er wurde später mit Stahlunterzügen verstärkt.
Im Westen der Chorsüdseite ist eine Sakristei angebaut, die ursprünglich verputzt war und aus Mischmauerwerk (Findlinge und Ziegel) besteht. An der Südseite gibt es eine korbbogige Pforte und einen schlichten geschweiften Renaissancegiebel über einem Viertelstabgesims mit pilasterartigen Aufsätzen an den Ecken und in der Giebelspitze. Seitlich gibt es jeweils ein kleines Flachbogenfenster. Die Dachkonstruktion wurde erneuert. Der Bau wurde wahrscheinlich tatsächlich als Sakristei errichtet, da zur Entstehungszeit 1610/20 der Angermünder Rat und kein adliger Gutsherr das Patronatsrecht besaß.

### Ausstattung
In der Kirche befindet sich ein Kanzelaltar aus dem Jahr 1867, der neogotisch gestaltet und mit Maßwerkblenden verziert ist. Davor steht eine Altarmensa mit hölzernen Altarschranken und einem kleinen gusseisernen Altarkruzifix aus der zweiten Hälfte des 19. Jahrhunderts, bei dem jedoch die Christusfigur fehlt. Das Altarbild von 1974 stammt von Karl Strache und wurde nach dem Motiv des Zinsgroschens von Tizian gestaltet. Ein Abendmahlrelief aus Holz gehörte vermutlich zur Predella des früheren Altaraufsatzes und wird zusammen mit dem auferstandenen Christus und den vier Evangelisten im Stadtmuseum Angermünde aufbewahrt. Eine segnende Christusfigur aus Gips stammt aus dem 19. Jahrhundert und wurde vor 1945 an der Westempore aufgestellt.
Die Taufe aus dem Jahr 1867 ist aus Kunststein gefertigt und mit neugotischen Schmuckelementen verziert. Zur Orgelausstattung gehört eine 1852 von Carl August Buchholz aus Berlin gefertigte, mechanische Schleifladenorgel mit einfachem dreiteiligem Prospekt, die gesondert unter Denkmalschutz steht. Ein Standleuchter-Paar und ein Kronleuchter aus Messing stammen ebenfalls aus dem 19. Jahrhundert. Die Turmuhr wurde vermutlich 1911/12 erbaut und im Jahr 2006 restauriert. Eine Gedenktafel für Kämpfer der Befreiungskriege 1813 bis 1815 sowie eine Glocke aus dem Jahr 1704 von Johann Heinrich Schmidt aus Stettin komplettieren die Ausstattung. Eine kleinere, 1760 von Johann Heinrich Scheel aus Stettin gegossene Glocke wurde 1917 abgeliefert und eingeschmolzen. Ein Kriegerdenkmal für die Gefallenen des Ersten Weltkriegs wurde nördlich der Kirche um 1926 aus rötlichem Kunststein errichtet. Es steht gesondert unter Denkmalschutz.